# Loporzano
Loporzano – gmina w Hiszpanii, w prowincji Huesca, w Aragonii, o powierzchni 169,28 km². W 2011 roku gmina liczyła 549 mieszkańców.